# Gymnoscelis festiva
Gymnoscelis festiva là một loài bướm đêm trong họ Geometridae.